# Patrick Shai
Patrick Molefe Shai (9 de diciembre de 1956-22 de enero de 2022) fue un actor y director sudafricano. Fue conocido por su actuación en las series de televisión Soul City, Generations y Zero Tolerance. Fue uno de los miembros fundadores de Free Film Makers of South Africa.

## Carrera profesional
Comenzó su carrera como bailarín en Safari Ranch con Mzumba African Drama and Ballet. En 1994, se unió al elenco de la serie dramática Soul City, por la que ganó el Avanti al Mejor Actor en los Premios NTVA Avanti 2000. En 1995, escribió y actuó en la película Hearts & Minds interpretando el papel de "Mathews Kage". Ganó el premio Silver Dolphin al Mejor Guion en el Festival Internacional de Cine Festróia - Tróia. En 1996, participó en la miniserie Rhodes de la BBC.
Por su papel de "Enoch Molope" en la serie de televisión Zero Tolerance de 2004, fue nominado como mejor actor en la categoría de drama televisivo en los South African Film and Television Awards (SAFTA). En 2005, se unió a la miniserie Noah's Arc de SABC2 y fue nominado al Cuerno de Oro SAFTA como Mejor Actor en 2010. En 2008, actuó en la comedia Moferefere Lenyalon como "Kgosi Matlakala". En 2010, interpretó el papel de "Bra Sporo" en la serie dramática de SABC2 Hola Mpinji y a "Tiger Sibiya" para la tercera temporada de la serie dramática de SABC1 Zone 14. En los premios SAFTA 2014, fue nominado como Mejor Actor de Reparto por su papel en la serie Skeem Saam. En 2017, se unió al elenco de la popular telenovela 7de Laan de SABC2, interpretando a "Jacob Moloi". Por su actuación, fue nominado nuevamente para el premio SAFTA Golden Horn al mejor actor de reparto en 2018.

## Filmografía
| Año  | Título                      | Rol                     | Tipo                     |
| ---- | --------------------------- | ----------------------- | ------------------------ |
| 1986 | A Place for Weeping         | Lucky                   | Película                 |
| 1988 | Red Scorpion                | Soldado africano        | Película                 |
| 1988 | Blind Justice               | Samson Snhlova          | Película                 |
| 1988 | Diamond in the Rough        | Connors' Thug           | Película                 |
| 1990 | The Last Samurai            |                         | Película                 |
| 1990 | Screenplay                  | Joseph Mnwana           | Serie de televisión      |
| 1990 | Schweitzer                  | Joseph                  | Película                 |
| 1991 | The Sheltering Desert       |                         | Película                 |
| 1991 | Taxi to Soweto              | Richard                 | Película                 |
| 1994 | MMG Engineers               | Ray Ghanya              | Serie de televisión      |
| 1995 | Hearts & Minds              | Mathews Kage, Writer    | Película                 |
| 1995 | Cry, the Beloved Country    | Robert Ndela            | Película                 |
| 1995 | Mission Top Secret          | Thabo                   | Serie de televisión      |
| 1996 | Danger Zone                 | Madumo                  | Película                 |
| 1996 | Inside                      | Bhambo                  | Película para televisión |
| 1996 | Rhodes                      | Christmas               | Miniserie de televisión  |
| 1996 | Stray Bullet                | Director                | Película para televisión |
| 1996 | La ferme du crocodile       | Ibrahim                 | Película para televisión |
| 1997 | Fools                       | Zamani                  | Película                 |
| 1997 | The Principal               | Ben Moloi               | Miniserie de televisión  |
| 1997 | The Place of Lions          | Bruno                   | Película para televisión |
| 1999 | Yizo yizo                   | Edwin Thapelo           | Serie de televisión      |
| 2000 | The Gates of Cleveland Road | Joe Mabaso, Coproductor | Película para televisión |
| 2000 | Generations                 | Patrick Tlaole          | Serie de televisión      |
| 2002 | Behind the Badge            | Carlos Gwala            | Serie de televisión      |
| 2003 | The Bone Snatcher           | Titus                   | Película                 |
| 2004 | Zero Tolerance              | Enoch Molope            | Serie de televisión      |
| 2004 | Critical Assignment         | Charles Ojuka           | Película                 |
| 2004 | Zulu Love Letter            | Khubeka                 | Película                 |
| 2006 | Hillside                    | Dr. Kagiso Montshiwa    | Serie de televisión      |
| 2007 | Life Is Wild                | Umkhulu                 | Serie de televisión      |
| 2008 | Discreet                    | Boss                    | Película                 |
| 2010 | Hola Mpinji                 | Bra Sporo               | Miniserie de televisión  |
| 2010 | Life, Above All             | Dr. Charles Chilume     | Película                 |
| 2010 | The Bang Bang Club          | Pegleg                  | Película                 |
| 2012 | Chandies                    | Paddido                 | Serie de televisión      |
| 2012 | Gog' Helen                  | Hobo                    | Película                 |
| 2016 | Ashes to Ashes              | Selo Namanne            | Serie de televisión      |
| 2017 | 7de Laan                    | Jacob Moloi             | Serie de televisión      |

## Vida privada
El lunes 11 de noviembre de 2019, durante una protesta cerca de su casa en Dobsonville (un barrio del distrito Soweto, a 24 km al oeste de la ciudad de Johannesburgo) debida a los interminables cortes eléctricos, la policía le disparó balas de goma.
Sufrió once heridas en el cuello, la espalda, los brazos y las piernas. Tras el incidente, abrió una denuncia contra la policía ante la IPID (Dirección de Investigaciones Policiales Independientes) por la brutal actividad de la policía.